# Kimberley Clague
Kimberley Helen Clague (* 7. September 1988) ist eine britische Badmintonspielerin.

## Karriere
Kimberley Clague gewann 2013 bei den Island Games Gold im Damendoppel mit Cristen Callow. 2009 hatte sie bei den Spielen bereits Bronze im Einzel gewinnen können. 2011 wurde sie sowohl im Einzel als auch im Doppel Dritte und mit dem Team Zweite. 2013 wiederholte sie den Silbermedaillengewinn mit der Mannschaft.